# Christian August Vulpius
Christian August Vulpius (Weimar, 23 gennaio 1762 – Weimar, 26 giugno 1827) è stato uno scrittore tedesco.
Fratello dell'amante di Johann Wolfgang Goethe, Christiane Vulpius, fu da quello sovvenzionato e favorito, fino a diventare consigliere del granduca di Weimar.
Scrittore celebre per l'opera Rinaldo Rinaldini del 1798, da cui fu tratto un omonimo film nel 1927.